# Liste des cathédrales du Honduras
Cet article recense les cathédrales du Honduras.

## Liste
- Cathédrale Saint-Michel-Archange de Tegucigalpa à Tegucigalpa
- Cathédrale de l'Immaculée-Conception de Choluteca à Choluteca
- Cathédrale de l'Immaculée-Conception de Comayagua à Comayagua
- Cathédrale de l'Immaculée-Conception de Danlí à Danlí
- Cathédrale de l'Immaculée-Conception de Juticalpa à Juticalpa
- Cathédrale Saint-Isidore-le-Laboureur de La Ceiba à La Ceiba
- Cathédrale Saint-Pierre-Apostolique de San Pedro Sula à San Pedro Sula
- Cathédrale Sainte-Rose de Lima de Santa Rosa de Copán à Santa Rosa de Copán
- Cathédrale Saint-Jean-Baptiste de Trujillo à Trujillo
- Cathédrale Notre-Dame-de-Miséricorde d'El Progreso à El Progreso

## Anglican
Cathédrales de la Province 9 de l'Église épiscopale aux États-Unis d'Amérique :
- Catedral El Buen Pastor San Pedro Sula à San Pedro Sula [1]